# Щербина, Николай Павлович
Николай Павлович Щербина (1920 г., с. Ивановка ныне Черниговской области, Украина — 05.07.1941 г., близ с. Задубровка Заставновского района Черновицкой области) — советский воин-пограничник, именем которого названа пограничная застава.
В 1940 году призван в пограничные войска. Ефрейтор.
Прикрывая отход отряда в составе 40 бойцов, 5 июля 1941 года вышел навстречу вражеским танкам и, подпустив поближе, подорвал гранатой один из них. Убит пулемётной очередью.
Опознан местными жителями благодаря комсомольскому билету.
Его имя 27 апреля 1964 года присвоено одной из пограничных застав. В 1983 году его именем была названа пионерская дружина Задубровской школы.